# Hoya (Allemagne)
Pour les articles homonymes, voir Hoya.
Hoya est un port fluvial sur la Weser situé en Basse-Saxe.

## Histoire
À l'époque de la Rome Antique, un peuple germanique, les Angrivarii habitaient sur les lieux de la ville.
En 1758, durant la guerre de Sept Ans les troupes françaises, de Charles-Louis, comte de Chabot La Serre, sont assiégées dans Hoya par les troupes alliées, de Charles-Guillaume-Ferdinand de Brunswick-Wolfenbüttel.

## Événement
Tous les quatre ans cette petite bourgade organise l'élection de son roi. Celui-ci est désigné lors d'un tir à la carabine (discipline très développée dans cette ville). Le meilleur tireur est alors élu pour quatre ans. Cette cérémonie, appelée Burgerschlisser, se déroule sur quatre jours (la dernière ayant eu lieu la première semaine de juillet 2008) avec des défilés musicaux, et surtout des litres et des litres de bière.

## Personnalités liées à la commune
- Carl Koldewey